# Kanton Carcassonne-Sud
Kanton Carcassonne-Sud (fr. Canton de Carcassonne-Sud) je francouzský kanton v departementu Aude v regionu Languedoc-Roussillon. Tvoří ho jižní část města Carcassonne.